# Bubber Miley
Pour les articles homonymes, voir Miley.
Bubber Miley (James Miley) est un trompettiste de jazz américain, né le 3 avril 1903 à Aiken (Caroline du Sud) et mort le 20 mai 1932 à New York.
Bubber Miley est connu comme un des premiers spécialistes de la « plunger mute » dont il a su exploiter les possibilités expressives dans l’orchestre de Duke Ellington.

## Biographie
Né en Caroline du Sud, Bubber Miley commence sa carrière dans les clubs de New York vers 1920. En 1921, il travaille sous la direction du cornettiste Johnny Dunn dans les « Mamie Smith’s jazz Hounds ».
En 1923, il rejoint les « Washingtonians » du banjoïste Elmer Snowden. Quand ce dernier quitte le groupe, Duke Ellington prend la direction de l’orchestre. Les « Washingtonians » se transforment assez vite en « Duke Ellington Orchestra ». Miley devient l’une des figures phare de la formation. Il est soliste sur de nombreux titres. Il est par ailleurs crédité comme coauteur de plusieurs morceaux (Black and Tan Fantasy, East Saint Louis Toodle-oo, Creole love call, Doin' the woom woom, Blue bubbles...) Enfin et surtout, les effets « wah wah » à la « plunger mute » et les effets de « growl » de Miley et de son confrère le tromboniste Joe 'Tricky Sam' Nanton donne à l’orchestre d’Ellington le son caractéristique de sa période dite « jungle ».
En 1928, il quitte Ellington. On le retrouve alors dans la formation de Zutty Singleton, de Noble Sissle (tournée en France en 1930), dans l’orchestre de danse de Leo Reisman et enfin dans des orchestres de revues à Broadway (1931). À la même époque, on peut l’entendre comme sideman sur des disques de King Oliver, de Jelly Roll Morton, d’Hoagy Carmichael (où il croise Bix Beiderbecke)… Par ailleurs, en 1930, le trompettiste enregistre ses seuls plages comme leader, 6 titres pour le label Victor sous le nom de « Bubber Miley and his Mileage Makers ».
La santé fragilisée par un alcoolisme chronique, souffrant de tuberculose, il s’éteint à l’âge de 29 ans en 1932.